# Синявець невадський
Синявець невадський (Polyommatus golgus) — вид денних метеликів родини синявцевих (Lycaenidae).

## Поширення
Ендемік Іспанії. Поширений лише в Андалузії в провінціях Гранада і Альмерія на півдні країни. Трапляється у горах Сьєрра-Невада на висоті 2500-3000 м над рівнем моря та Сьєрра-де-ла-Сагра на висоті 1700—2350 м над рівнем моря.

## Спосіб життя
Метелики літають у липні на сухих схилах з рідкісною рослинністю на 2500-3200 метрів. Личинки живляться заячою конюшиною багатолистою (Anthyllis vulneraria pseudoarundana). Про личинок на останніх стадіях доглядає мурашка Tapinoma nigerrimum, мурашники якого розташовані у місцях зростання поживної рослини. Заляльковування відбувається в червні на землі.